# 풍선덩굴
풍선덩굴(風船- ,영어: balloon plant 또는 love in a puff)은 무환자나무과의 덩굴식물이다. 풍선초(風船草), 풍경덩굴로 불리기도 한다. 아시아와 아프리카의 아열대 지방에 서식한다.
뉴질랜드에서는 유해식물로 분류되어 유통이 금지되어 있다.

## 사진

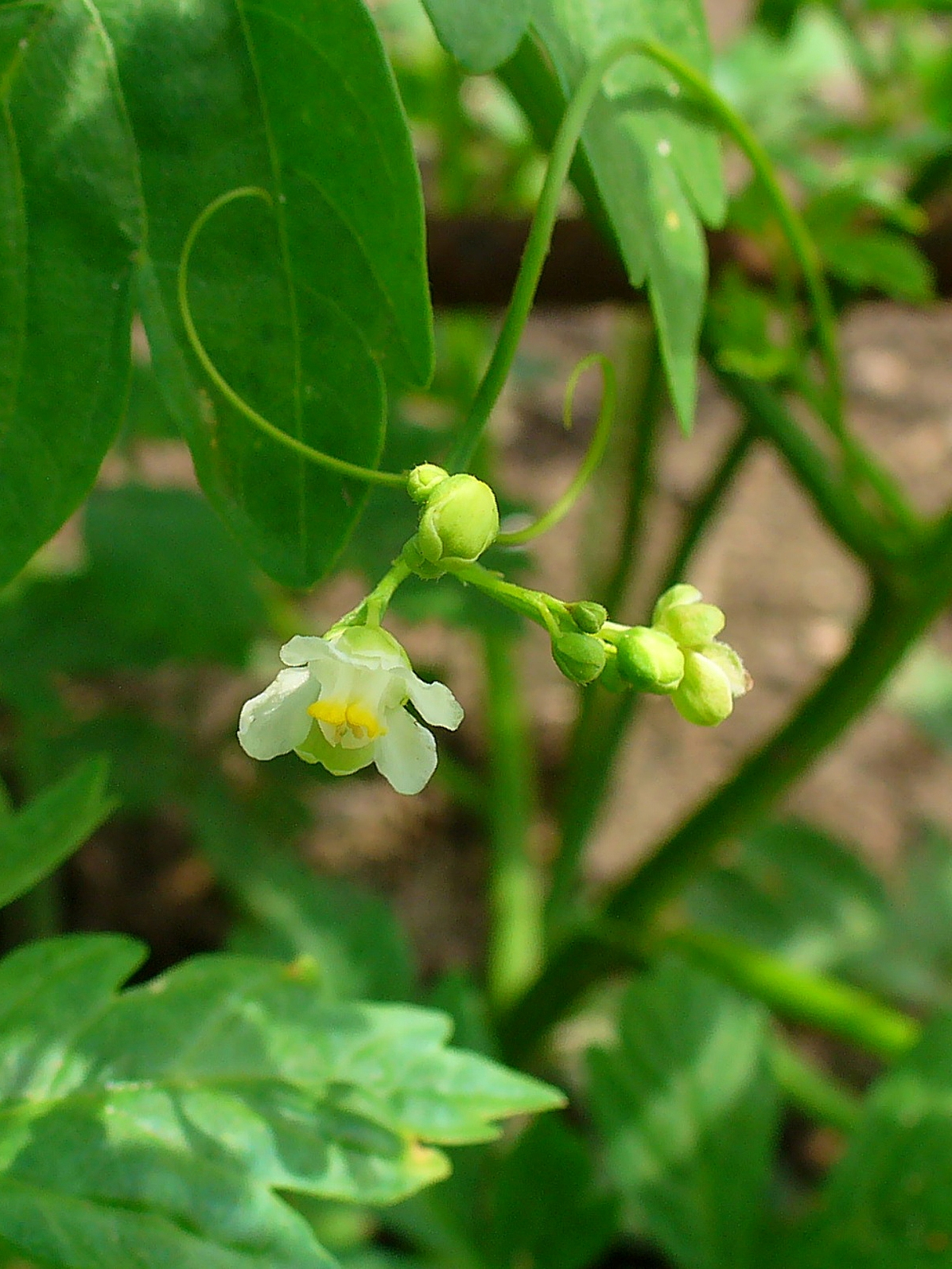
꽃
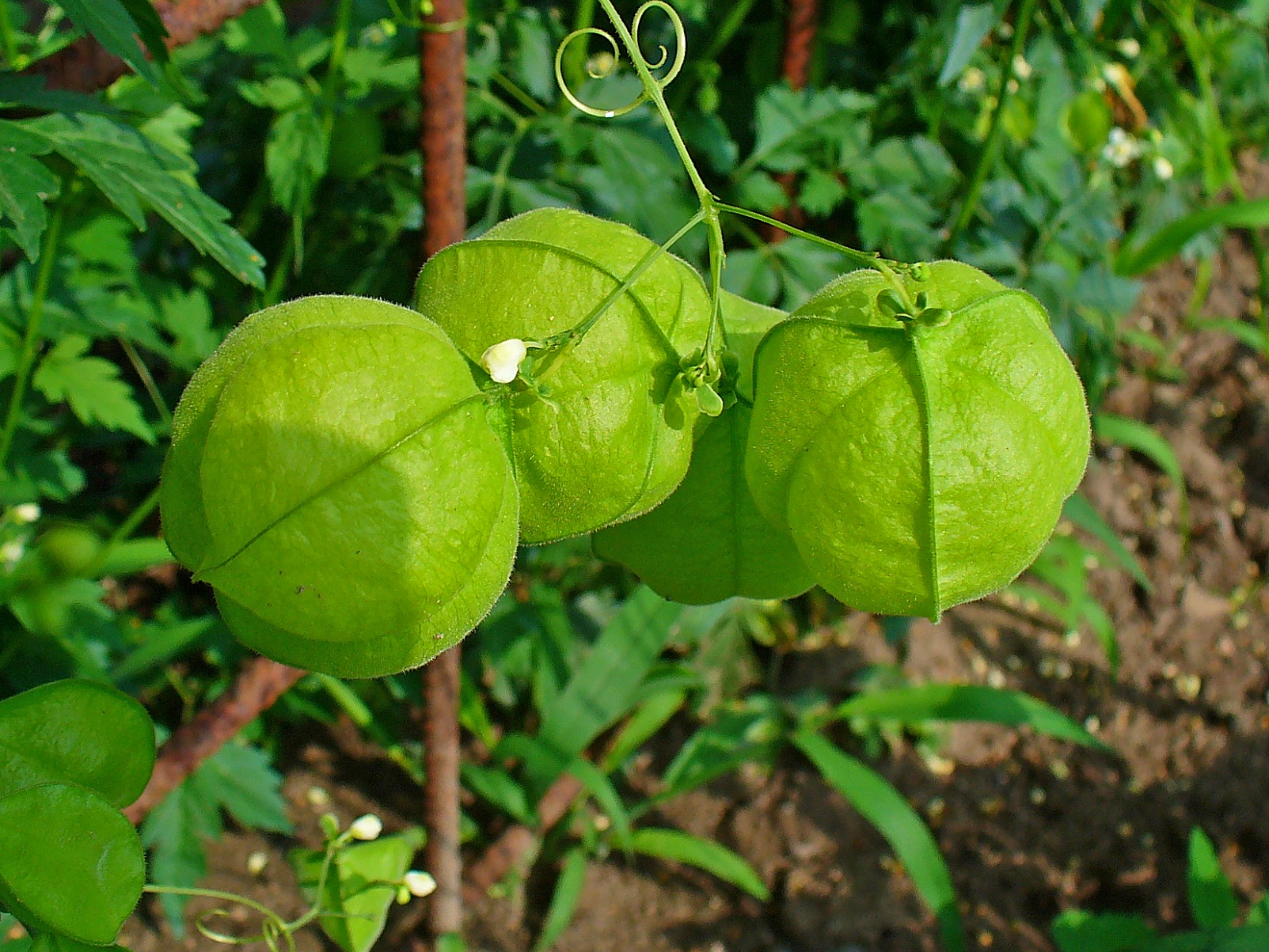
덜 익은 열매
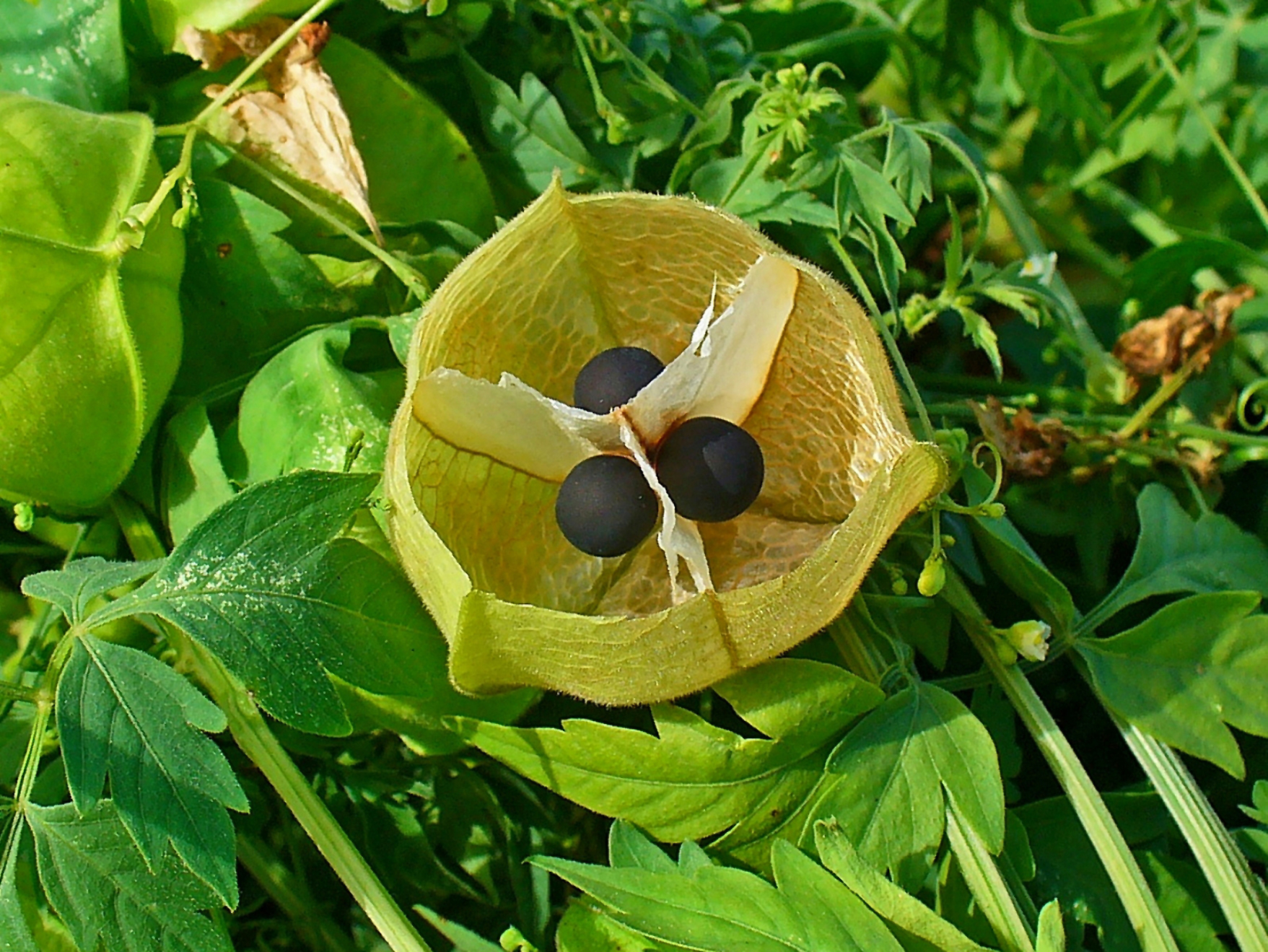
열매의 단면
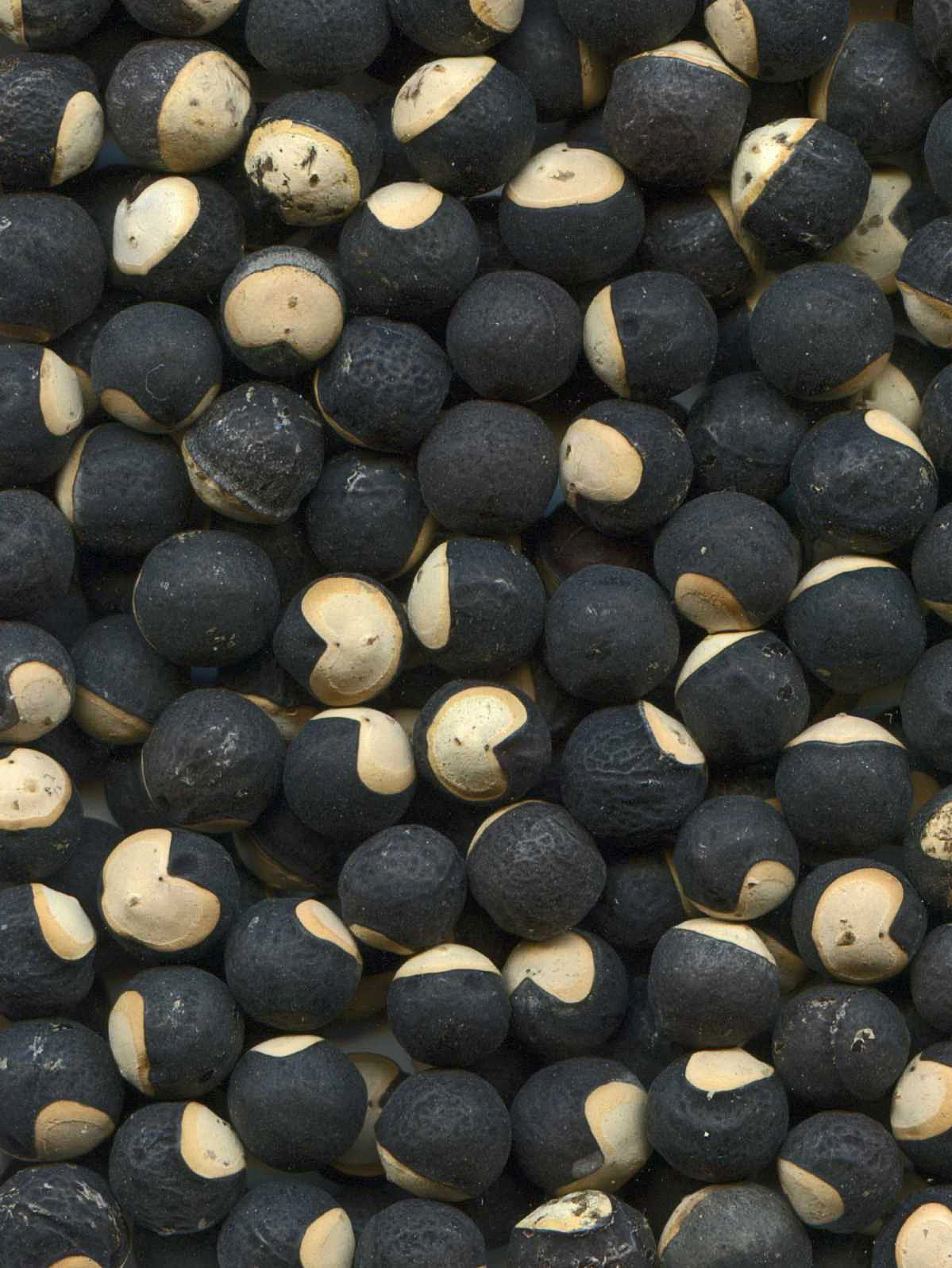
씨앗
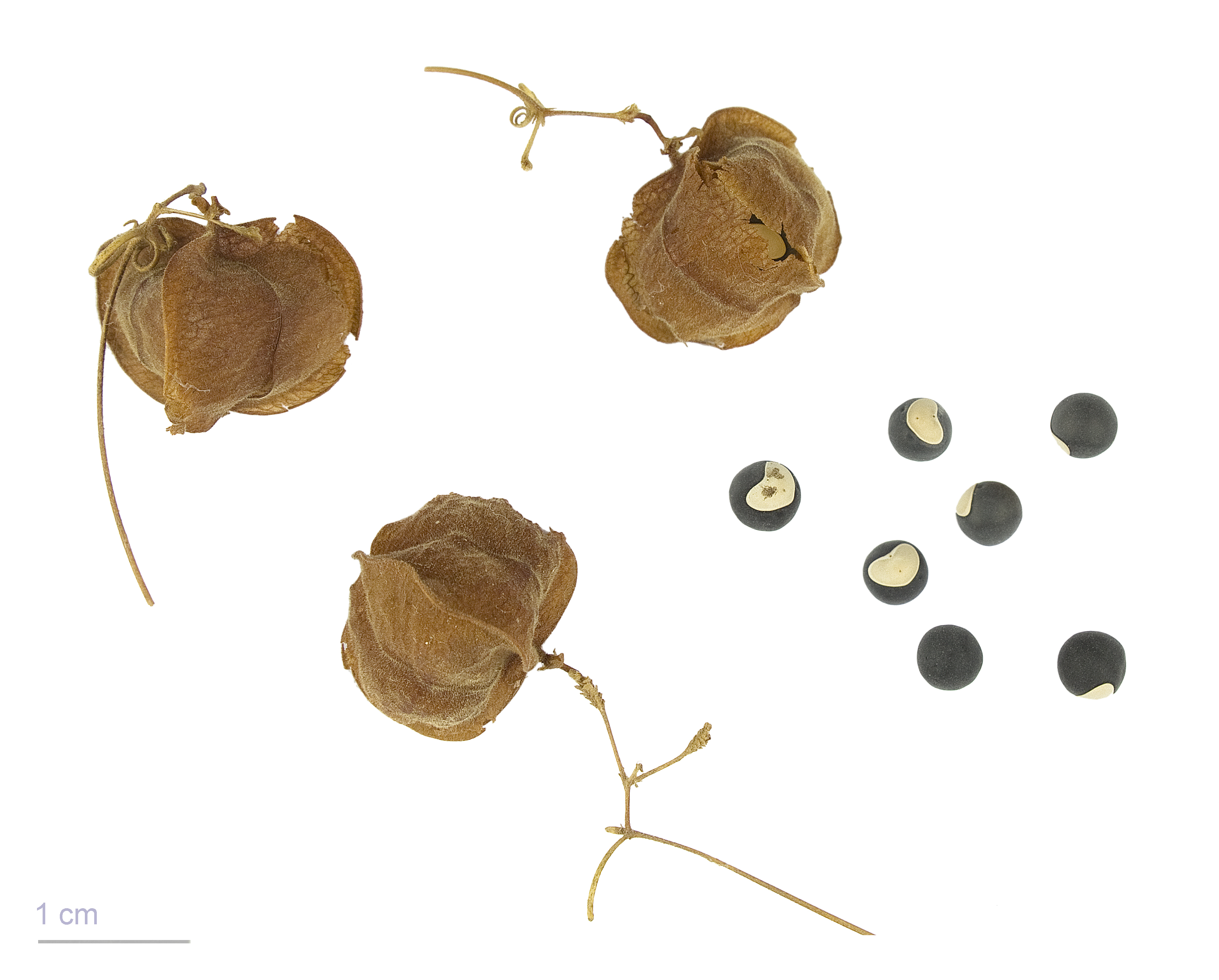